# Gramand Ier de Bethsan
 (mai 2025).
Si vous disposez d'ouvrages ou d'articles de référence ou si vous connaissez des sites web de qualité traitant du thème abordé ici, merci de compléter l'article en donnant les références utiles à sa vérifiabilité et en les liant à la section « Notes et références ».
Gramand Ier de Bethsan, ou Guermond Ier de Bethsan, mort après 1174, est un croisé d'origine française qui devient seigneur de Bethsan dans le royaume de Jérusalem. Il est le fils aîné d'Adam II de Bethsan, second seigneur de Bethsan à qui il succède après sa mort, probablement avant 1161.
Par son père, il est l'arrière petit-fils de Robert III de Béthune, seigneur de Béthune et chef de la famille noble du même nom. La branche aînée hérite de la seigneurie de Béthune tandis que la branche cadette s'installe dans le royaume de Jérusalem où elle obtient la seigneurie de Bethsan.
Il épouse Marguerite Brisebarre, fille de Guy II Brisebarre, seigneur de Beyrouth, et de son épouse Marie, avec qui il a sept enfants :
- Adam III de Bethsan, qui succède à son père ;
- Gautier de Bethsan, qui épouse Douce Porcelet, veuve de Rainouard II, seigneur de Nephim, et fille de Raymond Porcelet, d'où postérité. Divorcé, il épouse en secondes noces Théodora Comnène, divorcée du prince Bohémond III d'Antioche, d'où postérité ;
- Amaury de Bethsan, mort jeune sans héritier ;
- Philippe de Bethsan, mort jeune sans héritier ;
- Richilde de Bethsan, qui épouse Baudouin d'Ibelin, seigneur de Mirabel, d'où postérité, mais dont elle divorce en 1174 ;
- Isabelle de Bethsan, qui épouse le connétable de Tibériade avec qui elle a un fils, mais qui est probablement mort jeune ;
- Étiennette de Bethsan, qui épouse Philippe Rufus avec qui elle a une fille, Isabelle, qui épouse successivement Renaud Barlais, d'où postérité, puis Bertrand Porcelet, fils de Guillaume Porcelet et de Marie Brisebarre.

La date de sa mort est inconnue, mais survient après 1174, et son fils aîné Adam III lui succède comme nouveau seigneur de Bethsan.